# Dick Hoek
Dirk Christiaan (Dick) Hoek (Den Haag, 5 december 1931) is een Nederlands politicus van de PvdA.
Na de Dalton hbs in zijn geboorteplaats deed hij de kweekschool, waar hij in 1952 zijn eindexamen haalde. Vervolgens vervulde hij zijn dienstplicht, waarbij hij actief was als chef-centralist. In 1954 ging hij werken bij de gemeente Rijswijk waar hij directiesecretaris werd bij de gemeentelijke energiebedrijven. In 1970 maakte hij de overstap naar de gemeente Voorschoten, waar hij chef werd van zowel de afdeling algemene zaken als van het kabinet van de burgemeester. Daarnaast was hij docent staatsinrichting bij een opleiding voor archiefambtenaren.
In mei 1979 werd Hoek benoemd tot burgemeester van de gemeente Maurik, wat hij tot zijn pensionering in 1997 zou blijven. Daarnaast was hij vanaf eind 1987 nog een half jaar waarnemend burgemeester van de nabijgelegen gemeente Kesteren na het plotselinge overlijden van burgemeester Vink.